# Bremer Nachrichten

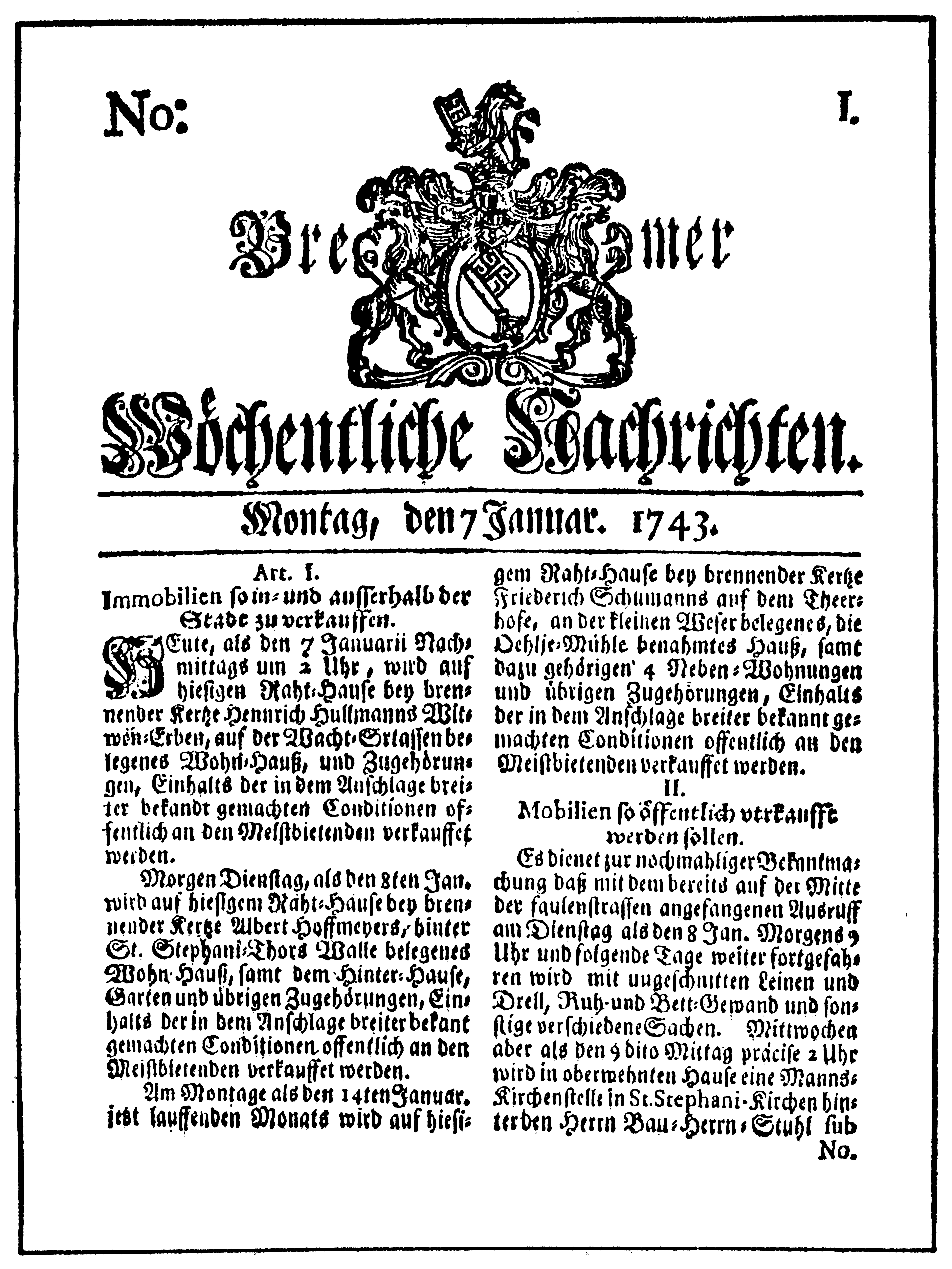
Bremer Wöchentliche Nachrichten (1743)

Die Bremer Nachrichten sind eine Tageszeitung im Verlag der Bremer Tageszeitungen, die frühmorgens regelmäßig an den Wochentagen Montag bis Samstag in Bremen erscheint. Sie gehört mit der Hildesheimer Allgemeinen Zeitung, dem Pfälzischem Merkur und dem Hanauer Anzeiger zu den vier ältesten noch erscheinenden Zeitungen in Deutschland und ist damit die siebtälteste Tageszeitung der Welt, die noch erscheint.

## Geschichte
Vom 7. Januar 1743 bis 31. Dezember 1853 erschienen die Bremer Wöchentlichen Nachrichten. Der Bremer Senat beauftragte Postmeister Johann Schweling 1741 mit der Herausgabe eines „Intelligenzblattes“. Das älteste überlieferte Exemplar erschien am 7. Januar 1743 als Anzeigenblatt. 1749 übernahm Ratsbuchdrucker Friedrich Meier die Herausgabe. Die Ratsdruckerei wurde 1837 aufgelöst und am 1. Januar 1838 übernahm Gustav Bernhard Schünemann den Druck der Bremer Wöchentlichen Nachrichten. Dem Verleger Gustav Bernhard Schünemann (1815–1865) gelang es 1860, die Zeitung gänzlich zu übernehmen.

### 1854–1933

Schriftzug

1854 wurde die Zeitung in Bremer Nachrichten umbenannt. Zunächst blieb die Zeitung ein Anzeigenblatt. Sie erschien ab 1871 als Tageszeitung. Bis 1900 stieg die Zahl der Abonnenten auf 25.000. In den 1920er Jahren war die Zeitung liberal mit einem zunehmenden Hang zum Konservativen. Auseinandersetzungen mit der sozialdemokratischen  Bremer Volkszeitung und auch der Bremer Zeitung der NSDAP prägten die Presselandschaft in Bremen.

### NS-Zeit
In der NS-Zeit passte sich die Zeitung an. Sie bekam aber zunehmende Schwierigkeiten mit der von der NS-Herrschaft geförderten Zeitung. Die Bremer Nachrichten mussten eine 51%ige Beteiligung eines NS-Verlages hinnehmen. Vom 1. Oktober 1934 bis 1944 lautete der Titel Bremer Nachrichten mit Weser-Zeitung. 1936 wurden die beiden Verleger Walther Schünemann (1896–1974) und Carl Eduard Schünemann II (1894–1980) durch den Reichsleiter für die Presse Max Amann (NSDAP) aus der Reichspressekammer ausgeschlossen. Carl Schünemann sicherte 1937 die Existenz des Verlages durch den Beitritt zur NSDAP. Die Auflage stieg auf 60.000 Stück. Mit Ende des Zweiten Weltkriegs wurde das Erscheinen der Weser-Zeitung mangels Lizenz der Militärregierung eingestellt.

### Seit 1945
Die Gebäude wurden im Zweiten Weltkrieg beschädigt, die Anlagen 1945 beschlagnahmt und von dem allein lizenzierten Weser-Kurier genutzt. Zwischen 1945 und dem 19. September 1949 erschien die Zeitung nicht, da Verlag und Herausgeber von den Besatzungsmächten keine Lizenz erhielten. Zuerst erschien die Zeitung unter dem Titel Bremer Nachrichten mit Nordsee-Zeitung. Nach Gründung der Bundesrepublik Deutschland war die lizenzfreie Pressefreiheit wiederhergestellt, und die Bremer Nachrichten versuchten sich ab 1949 als bürgerlich-liberale Tageszeitung zu etablieren. Der Schünemann-Verlag nahm die Herausgeber der Norddeutschen Zeitung Friedhelm und Friedrich Pörtner als Teilhaber in die umbenannte Firma „Schünemann & Pörtner“ auf. Von September 1949 bis Anfang der 1970er Jahre arbeiteten die bürgerlichen Blätter Bremer Nachrichten und die Bremerhavener Nordsee-Zeitung zusammen. Die Zeitung konnte ihr konservatives Image nicht verlieren, auch wenn in den 1960er Jahren junge Journalisten durchaus die damalige „Aufbruchstimmung“ unterstützten.
Am 29. November 1951 beging Erich von Halacz einen Paketbombenanschlag bei den Bremer Nachrichten, bei dem der Chefredakteur Adolf Wolfard getötet und dessen Sekretärin und der Feuilleton-Chef der Zeitung schwer verletzt wurden. Der Attentäter hatte sich zuvor vergeblich um ein redaktionelles Volontariat bemüht.
Auf Dauer konnten die Bremer Nachrichten den Vorsprung der Konkurrenz des Weser-Kuriers nicht aufholen. Schünemann versuchte 1974, seinen Verlag an die Axel Springer AG zu verkaufen. Nach Protesten von Pörtner, der Belegschaft und der Gewerkschaft IG Druck und Papier wurde eine „bremische“ Lösung gefunden.

## Bremer Nachrichten beim Weser-Kurier
Die Bremer Nachrichten wurden 1974 von der Weser-Kurier GmbH übernommen mit der Auflage, dass sie eine eigene Redaktion behielten und keine betriebsbedingten Kündigungen ausgesprochen werden. Äußerlich unterschied sich die Tageszeitung Bremer Nachrichten vom Weser-Kurier über lange Jahre durch die Bilder auf der Titelseite. Illustrationen auf der ersten Seite galten nach Ansicht des Konkurrenzblattes als unseriös. Die Anzeigenvermarktung beider Zeitungen firmierte unter der gemeinsamen Marke „Bremer Anzeigenblock“. Anzeigenkunden konnten seitdem nur beide Titel belegen. In den 1980er Jahren hatten die Bremer Nachrichten eine Auflage von etwa 35.000 Stück und waren hauptsächlich in Bremen-Nord und Bremen-Schwachhausen verbreitet.
Im Laufe der Zeit fand eine zunehmende Angleichung an den Weser-Kurier statt. Zunächst wurden überregionale Seiten (Wirtschaft, Kultur, Vermischtes, Niedersachsen usw.) gemeinsam gestaltet. 1987 wurden auch die Lokalteile zusammengelegt. Ein wichtiges Stück Eigenständigkeit ging verloren, als Dietrich Ide, langjähriger Chefredakteur, 2008 in den Ruhestand ging und als Nachfolge eine gemeinsame Leitung für die beiden Tageszeitungen bestimmt wurde. Die beiden Zeitungen unterschieden sich zunächst noch durch die ersten zwei bis vier Seiten, zuletzt nur noch durch einzelne Fotos oder Kommentare. Spätestens im August 2010 waren auch die Titelseiten bis auf den oberen Teil identisch.
Die eigene Internetpräsenz wurde mit einer Umgestaltung ab September 2009 aufgegeben, die Internetadresse „bremer-nachrichten.de“ leitet weiter zur Homepage „weser-kurier.de“. Auf seiner Internetseite bietet der Verlag Bremer Tageszeitungen AG historische Ausgaben der Bremer Nachrichten an.
Die Bremer Tageszeitungen AG brachten 2013 anlässlich des 275. Geburtstages der Bremer Nachrichten eine 56-seitige Jubiläumsausgabe heraus.